# B-Boy Bomb
B-Boy Bomb est un manhua de six tomes de F. Sad.

## Résumé
Quand le hip-hop devient une manière pour la jeunesse de s'affronter entre groupes rivaux.